# Jacques Hilling
Jacques Hilling (Randwick, 26 maggio 1922 – Parigi, 16 febbraio 1975) è stato un attore francese.

## Biografia
Nato in Australia, prese parte a ben 95 film tra il 1949 ed il 1975.

## Filmografia parziale
- Ritorna la vita (Retour à la vie), regia di Georges Lampin - episodio "Le retour de René" (1949)
- I diabolici (Les Diaboliques), regia di Henri-Georges Clouzot (1955)
- Maria Antonietta regina di Francia (Marie-Antoinette reine de France), regia di Jean Delannoy (1956)
- Gervaise, regia di René Clément (1956)
- Eliana e gli uomini (Elena et les hommes), regia di Jean Renoir (1956)
- Notre-Dame de Paris, regia di Jean Delannoy (1956)
- La Peau de l'ours, regia di Claude Boissol (1957)
- Il commissario Maigret (Maigret tend un piège), regia di Jean Delannoy (1958)
- Ascensore per il patibolo (Ascenseur pour l'échafaud), regia di Louis Malle (1958)
- La strada della violenza (Les Jeux dangereux), regia di Pierre Chenal (1958)
- Femmina (La Femme et le pantin), regia di Julien Duvivier (1959)
- La casa sul fiume (Guinguette), regia di Jean Delannoy (1959)
- Babette va alla guerra (Babette s'en va-t-en guerre), regia di Christian-Jaque (1959)
- Maigret e il caso Saint-Fiacre (Maigret et l'affaire Saint-Fiacre), regia di Jean Delannoy (1959)
- Il barone (Le baron de l'écluse), regia di Jean Delannoy (1960)
- La verità (La Vérité), regia di Henri-Georges Clouzot (1960)
- A briglia sciolta (La Bride sur le cou), regia di Roger Vadim (1961)
- I tre moschettieri (Les trois mousquetaires: Première époque - Les ferrets de la reine), regia di Bernard Borderie (1961)
- Chi ha ucciso Bella Shermann? (La Mort de Belle), regia di Édouard Molinaro (1961)
- Cartouche, regia di Philippe de Broca (1962)
- Un'adorabile idiota (Une ravissante idiote), regia di Édouard Molinaro (1963)
- L'agente federale Lemmy Caution (À toi de faire... mignonne), regia di Bernard Borderie (1963)
- Angelica (Angélique, marquise des anges), regia di Bernard Borderie (1964)
- La meravigliosa Angelica (Merveilleuse Angélique), regia di Bernard Borderie (1965)
- L'or du duc, regia di Jacques Baratier (1965)
- Angelica alla corte del re (Angélique et le roy), regia di Bernard Borderie (1966)
- Catherine, un solo impossibile amore (Catherine, il suffit d'un amour), regia di Bernard Borderie (1969)
- L'orologiaio di Saint-Paul (L'Horloger de Saint-Paul), regia di Bertrand Tavernier (1974)
- Che la festa cominci... (Que la fête commence...), regia di Bertrand Tavernier (1975)
- Le 12 fatiche di Asterix (Les douze travaux d'Astérix), regia di Albert Uderzo (1976) - voce